# Eppeville
Eppeville és un municipi francès situat al departament del Somme i a la regió dels Alts de França. L'any 2007 tenia 1.928 habitants.

## Demografia

### Població

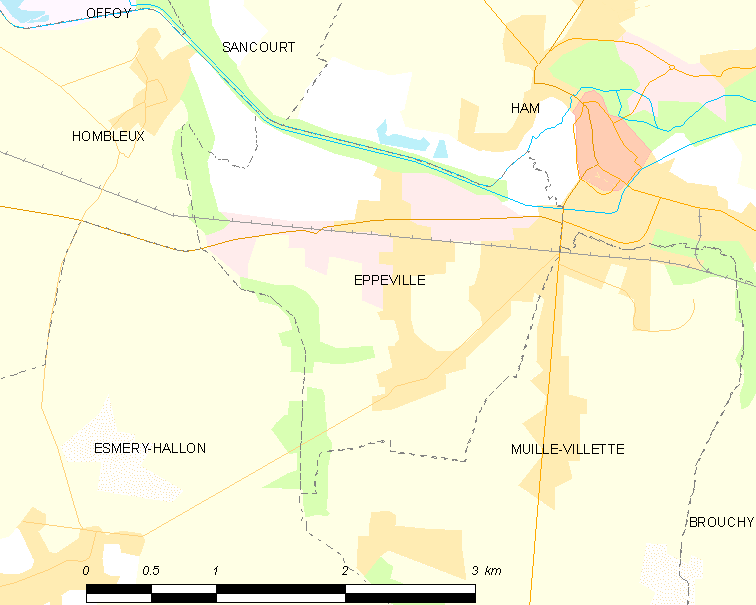
mapa del municipi

El 2007 la població de fet d'Eppeville era de 1.928 persones. Hi havia 773 famílies de les quals 212 eren unipersonals (53 homes vivint sols i 159 dones vivint soles), 228 parelles sense fills, 269 parelles amb fills i 64 famílies monoparentals amb fills.
La població ha evolucionat segons el següent gràfic:
Habitants censats

### Habitatges

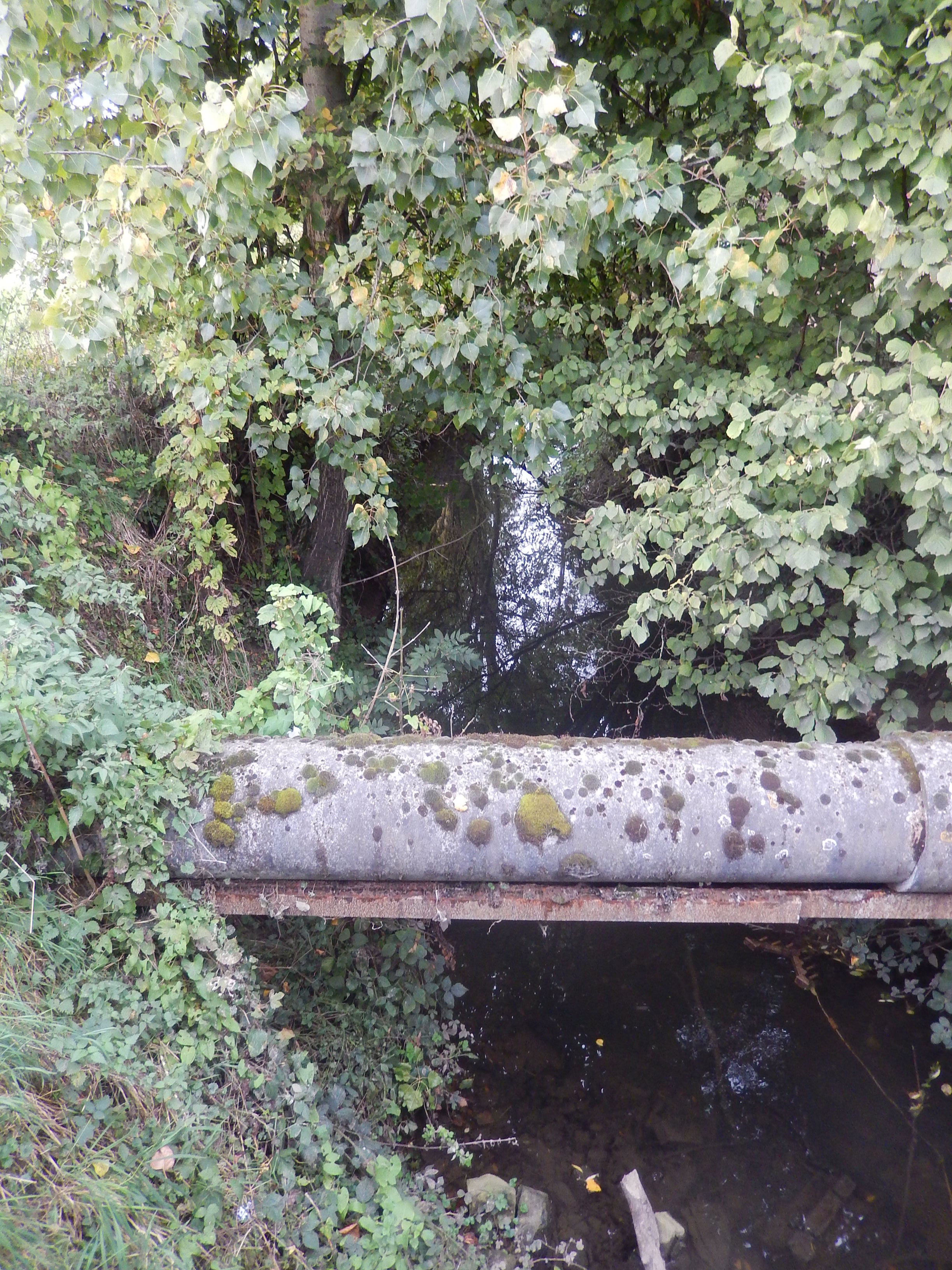
el riu Allemagne a Eppeville

El 2007 hi havia 834 habitatges, 786 eren l'habitatge principal de la família, 4 eren segones residències i 44 estaven desocupats. 783 eren cases i 49 eren apartaments. Dels 786 habitatges principals, 556 estaven ocupats pels seus propietaris, 220 estaven llogats i ocupats pels llogaters i 10 estaven cedits a títol gratuït; 8 tenien una cambra, 42 en tenien dues, 120 en tenien tres, 217 en tenien quatre i 400 en tenien cinc o més. 518 habitatges disposaven pel capbaix d'una plaça de pàrquing. A 382 habitatges hi havia un automòbil i a 277 n'hi havia dos o més.

### Piràmide de població
La piràmide de població per edats i sexe el 2009 era:
| Homes | Edats   | Dones |
| ----- | ------- | ----- |
| 0     | 95 o +  | 4     |
| 4     | 90 a 94 | 8     |
| 4     | 85 a 89 | 20    |
| 4     | 80 a 84 | 12    |
| 52    | 75 a 79 | 40    |
| 36    | 70 a 74 | 64    |
| 44    | 65 a 69 | 52    |
| 44    | 60 a 64 | 56    |
| 40    | 55 a 59 | 36    |
| 72    | 50 a 54 | 60    |
| 76    | 45 a 49 | 52    |
| 76    | 40 a 44 | 92    |
| 76    | 35 a 39 | 88    |
| 68    | 30 a 34 | 68    |
| 52    | 25 a 29 | 44    |
| 68    | 20 a 24 | 72    |
| 80    | 15 a 19 | 56    |
| 60    | 10 a 14 | 100   |
| 80    | 5 a 9   | 96    |
| 36    | 0 a 4   | 40    |

## Economia
El 2007 la població en edat de treballar era de 1.203 persones, 826 eren actives i 377 eren inactives. De les 826 persones actives 701 estaven ocupades (416 homes i 285 dones) i 125 estaven aturades (47 homes i 78 dones). De les 377 persones inactives 90 estaven jubilades, 125 estaven estudiant i 162 estaven classificades com a «altres inactius».

### Ingressos
El 2009 a Eppeville hi havia 784 unitats fiscals que integraven 1.932,5 persones, la mediana anual d'ingressos fiscals per persona era de 15.336 €.

### Activitats econòmiques
Dels 72 establiments que hi havia el 2007, 3 eren d'empreses extractives, 2 d'empreses alimentàries, 1 d'una empresa de fabricació de material elèctric, 6 d'empreses de fabricació d'altres productes industrials, 17 d'empreses de construcció, 18 d'empreses de comerç i reparació d'automòbils, 3 d'empreses de transport, 6 d'empreses d'hostatgeria i restauració, 2 d'empreses financeres, 4 d'empreses immobiliàries, 4 d'empreses de serveis, 2 d'entitats de l'administració pública i 4 d'empreses classificades com a «altres activitats de serveis».
Dels 19 establiments de servei als particulars que hi havia el 2009, 2 eren tallers de reparació d'automòbils i de material agrícola, 4 paletes, 2 fusteries, 5 lampisteries, 4 electricistes, 1 perruqueria i 1 restaurant.
Dels 3 establiments comercials que hi havia el 2009, 1 era un supermercat, 1 una botiga de menys de 120 m² i 1 una joieria.
L'any 2000 a Eppeville hi havia 3 explotacions agrícoles.

## Equipaments sanitaris i escolars
L'únic equipament sanitari que hi havia el 2009 era una farmàcia.
El 2009 hi havia 1 escola maternal integrada dins d'un grup escolar amb les comunes properes formant una escola dispersa i 1 escola elemental integrada dins d'un grup escolar amb les comunes properes formant una escola dispersa.

## Poblacions més properes
El següent diagrama mostra les poblacions més properes.